# Fablok Typ W2B Niemce
Die schmalspurigen Dampflokomotiven der Baureihe Fablok Typ W2B Niemce wurden 1927 von Fablok in Chrzanów in fünf Exemplaren für Industriebahnen gebaut. Zwei Exemplare für die Spurweite 750 mm sind bekannt.
Eine vorhandene Lokomotive wurde bei der Zuckerfabrik Brześć Kujawski im Regelbetrieb bis 1966 eingesetzt. Die Lokomotive ist im Eisenbahnmuseum Sochaczew erhalten.

## Geschichte
Die Serie wurde ab dem Jahr 1927 von Fablok in Chrzanów gebaut. In diesem Jahr entstand der Prototyp der Baureihe mit der Fabriknummer 151.
Diese Lokomotive wurde an das Steinkohlebergwerk Feliks II, das im Ort Niemce im polnischen Kohlebecken liegt, geliefert. Deshalb erhielt die Serie die Bezeichnung Typ W2B Niemce. Der Ort wurde 1948 in Ostrowy Górnicze umbenannt, der nun nach mehreren Gebietsreformen in Polen zur Stadt Sosnowiec gehört. Der weitere Lebenslauf der Lokomotive ist nicht bekannt.
Insgesamt wurden fünf Lokomotiven dieses Typs gebaut. Da Fablok erst kurz vorher mit dem Bau von Lokomotiven begonnen hatte, wurden noch Zeichnungsunterlagen der Lokomotivfabrik der StEG verwendet.
Die einzige erhaltene Lokomotive mit der Fabriknummer 152 erhielt von der Zuckerfabrik in Brześć Kujawski die Nummer CBK 8. Aufgrund ihres geringen Vorrats an Kohle und Wasser und dem dadurch eingeschränkten Arbeitsbereich erhielt sie 1941 einen kleinen zweiachsigen Tender Bauart Brześć.
Die Lokomotive wurde bis zum Jahr 1966 eingesetzt. Nach einer Abstellzeit von rund 20 Jahren wurde sie 1986 vom Eisenbahnmuseum Warschau übernommen und im Eisenbahnmuseum Sochaczew wieder als Exponat hergerichtet. Heute (2023) ist die Lokomotive dort ausgestellt.
Die Lokomotiven waren in der Lage, mit einer Geschwindigkeit von 10 km/h in der Ebene einen Zug von 309 t, auf einer Steigung von 5 ‰  183 t, auf einer Steigung von 10 ‰ 116 t und auf einer Steigung von 20 ‰ 64 t zu ziehen.

## Konstruktion
Kennzeichen der Lokomotive sind die runden Stirnfenster in den Führerhäusern, der massive Block zwischen Rauchkammer und Dampfmaschine sowie der Ausschnitt in den seitlichen Wasserkästen im Bereich der Steuerung.
Der Blechrahmen besitzt eine Rahmenstärke von 12 mm. Die Langträger sind durch Querträger verstärkt, und die an der Frontseite abgebrachten Pufferbohlen tragen die Balancierhebelkupplung. Die 1,5 m³ umfassenden Wasservorräte sind in den seitlichen Kästen neben dem Kessel untergebracht, die vom Rahmen bis Kesselmitte über die gesamte Front des Vorderkessels führen. Ursprünglich war der Kohlenvorrat von 0,6 t in einem Kasten hinter dem Führerhaus gebunkert. Nach dem Umbau der Lokomotive CBK 8 zur Tenderlokomotive wurde der hintere Kohlenkasten entfernt, die Lokomotive erhielt eine gerade Rückwand sowie eine Übergangstür mit Übergangsbrücke zum Tender.
Die Achsen sind fest im Rahmen gelagert, die mittlere hat einen um 3 mm schwächeren Spurkranz. Das ermöglichte der Lokomotive, einen Radius von 25 m zu durchfahren. Die Räder besitzen kleine Löcher, durch die die Achslager geschmiert werden konnten.
Der Flammrohrkessel besaß eine stählerne Feuerbüchse, die nach dem Zweiten Weltkrieg durch eine stählerne ersetzt wurde. Er besteht aus zwei Schüssen. Auf dem ersten Kesselschuss sitzt der Dampfdom mit innen angeordnetem Regler. Am Dampfdom ist ein Sicherheitsventil angebracht, die Leitungen zur Dampfmaschine führen außen am Kessel entlang. Auf dem zweiten Kesselschuss sitzt der quadratische Sandkasten, von dem Sandfallrohre zwischen die zweite und dritte Achse herabführen.  Der Kessel wurde von zwei Injektoren der Bauart Friedmann mit einer Förderleistung von 65 l/min gespeist. Er ist mit vielen Apparaturen österreichischer Herkunft ausgestattet. Die horizontal angeordneten Zylinder besitzen horizontal liegende Flachschieber, die über eine Heusinger-Steuerung die dritte Achse antreiben, der Kreuzkopf wird einschienig auf der Gleitbahn geführt. Auf der Rauchkammer sitzt ein Schornstein mit einem Funkenfänger Bauart Rihosek.
Die Lokomotiven waren ursprünglich mit Petroleumbeleuchtung ausgestattet, nach 1958 sind sie mit elektrischer Beleuchtung mit Turbogenerator versehen worden. Die Handbremse besaß ihren Hebelgriff auf der Rückseite des Führerhauses und wirkte auf die zweite sowie dritte Achse einseitig von vorn. Vor dem Führerhaus sitzt eine Dampfpfeife.